# نيمانجا نيكوليتش
نيمانجا نيكوليتش (بالإنجليزية: Nemanja Nikolić)‏ (19 أكتوبر 1992 يوغوسلافيا - ) هو لاعب كرة قدم صربي يلعب كمهاجم لعب في نادي الرائد السعودي.

## روابط خارجية
- نيمانجا نيكوليتش على موقع قاعدة بيانات كرة القدم.إي يو (الإنجليزية)
- نيمانجا نيكوليتش على موقع بيانات كرة القدم. دي إي (الألمانية)
- نيمانجا نيكوليتش على موقع Soccerbase.com (لاعب) (الإنجليزية)
- نيمانجا نيكوليتش على موقع Soccerway.com (الإنجليزية)
- نيمانجا نيكوليتش على موقع عالم كرة القدم.نت (الإنجليزية)